# Rezerwat przyrody Chelosiowa Jama
Rezerwat przyrody Chelosiowa Jama – rezerwat przyrody nieożywionej w gminie Piekoszów, w powiecie kieleckim, w województwie świętokrzyskim. Leży w granicach Chęcińsko-Kieleckiego Parku Krajobrazowego. Na terenie rezerwatu, w nieczynnym kamieniołomie w Jaworzni, znajdują się jaskinie: Chelosiowa Jama – Jaskinia Jaworznicka, Jaskinia Pajęcza, Duża Dziura w Jaworzni i Schronisko Krótkie w Jaworzni.
- Powierzchnia: 24,10 ha[1] (akt powołujący podawał 25,83 ha)
- Rok utworzenia: 1997
- Numer ewidencyjny WKP: 062
- Przedmiot ochrony: różnorodne formy krasu wraz z najdłuższym w regionie świętokrzyskim systemem jaskiniowym, rozwiniętym w dewońskich wapieniach